# Cokedale
Cokedale est une ville américaine située dans le comté de Las Animas dans le Colorado.

## Démographie
Selon le recensement de 2010, Cokedale compte 129 habitants. La municipalité s'étend sur 0,2 milles carrés (0,52 km2).
| 1950 | 1960 | 1970 | 1980 | 1990 | 2000 |
| ---- | ---- | ---- | ---- | ---- | ---- |
| 214  | 219  | 101  | 90   | 116  | 139  |

| 2010 | - | - | - | - | - |
| ---- | - | - | - | - | - |
| 129  | - | - | - | - | - |